# Contea di Toli
La contea di Toli (托里县S) è una contea della Cina, situata nella regione autonoma di Xinjiang e amministrata dalla prefettura di Tacheng.